# Шаховской, Сергей Владимирович
Князь Серге́й Влади́мирович Шаховско́й (14 [26] июня 1852, Москва — 12 [24] октября 1894, Ревель) — действительный статский советник, губернатор черниговский (1881—1885) и эстляндский (1885—1894), проводник политики русификации Эстляндии. Деятельный участник Российского Красного Креста.

## Биография

### Происхождение и образование
Родился в Москве 14 (26) июня 1852 года в Москве в семье князя Владимира Львовича Шаховского, женатого вторым браком на Александре Павловне, урождённой Ефремовой. Детство провёл в тверском имении отца в селе Вознесенское Кашинского уезда. После переезда в Москву и до окончания гимназии домашней воспитательницей С. В. Шаховского была известный педагог С. Н. Фишер.
Учился сначала в 4-й Московской гимназии, затем — в 1-й Московской. В 1870 году окончил гимназию с серебряной медалью и поступил на физико-математический факультет Московского университета. В 1874 году окончил университет со степенью кандидата математических наук. В октябре 1874 года поступил в Азиатский департамент Министерства иностранных дел.

### На службе в Азиатском департаменте
Служил секретарём консульства в Рагузе. В 1875 году оказал содействие врачебному отряду Общества попечения о раненных и больных во время следования его в Цетинье. Получил благодарность от покровительницы общества императрицы Марии Александровны.
В 1876 году был назначен делопроизводителем по славянским делам в Азиатском департаменте. Занимался общественной деятельностью. Был избран членом исполнительного комитета Славянского благотворительного общества.
В 1877—1878 годах представлял Красный Крест на театре военных действий, в Болгарском и Румынском княжествах. В Кишинёве, Плоешти и Бухаресте при князе В. А. Черкасском исполнял ответственные поручения по административному устройству Болгарии. При сопровождении одного из санитарных отрядов получил тяжёлую травму ноги и был эвакуирован санитарным поездом в Москву.
Был принят в обществе графини А. Д. Блудовой, представившей его Александру II, который расспрашивал Шаховского о Герцоговинском восстании. По назначению императора в 1880 году в качестве главноуполномоченного Красного Креста при отряде генерала М. Д. Скобелева участвовал в Ахал-Текинской экспедиции. Сослуживец Шаховского по департаменту, дипломат и писатель Г. А. Де-Воллан вспоминал о нём, что «это был в высшей степени порядочный и хороший человек».
В 1880 и 1883 годах опубликовал отчёт и очерк о деятельности Российского общества Красного креста в Болгарском и Румынском княжествах и в Закаспийском крае.
Затем служил в министерстве внутренних дел, занимался выявлением причин продолжавшихся в апреле-августе 1881 года антиеврейских беспорядков в Нежине. В своём отчёте С. В. Шаховской писал об опасности недооценки национального фактора в государственном управлении юго-западного региона России, считая при этом, что «движение, направленное против евреев, легко может обратиться против власти». В мае 1881 года министром внутренних дел стал Н. П. Игнатьев, который представил  Александру III доклад с перечнем мер «для ограждения коренного населения от вредной деятельности евреев».

### Черниговский губернатор
16 августа 1881 года С. В. Шаховской был назначен исправляющим должность губернатора в Черниговскую губернию.
По докладу Н. П. Игнатьева, утверждённому 22 августа 1881 года  Александром III, в 15 губерниях в черте оседлости, в том числе и в Черниговской, под председательством губернаторов были созданы представительные общественные комиссии, которые должны были предложить «меры, законодательные и административные, дабы парализовать вредное влияние евреев в тех родах экономической деятельности, на которую будут сделаны Комиссиями указания».
Позднее С. В. Шаховскому в донесении министру внутренних дел пришлось признать, что после отмены крепостного права и аграрной реформы большей части крестьян не хватало для жизни полученных минимальных земельных наделов и им приходилось арендовать землю у помещиков за половину урожая и, таким образом, в Черниговской губернии установилась «половинная система хозяйствования, которая развиваясь, становится преобладающей».
Это привело к стихийному переселению украинских крестьян на Дальний Восток, где им бесплатно предоставляли 100 десятин земли (по сравнению с 8 десятинами в Черниговской губернии). Сборным пунктом черниговских переселенцев стал Нежин, откуда поездом они ехали в Одессу и пароходом во Владивосток. Движение вызвало сочувственные общественные отклики и пожертвования, в том числе, со стороны Красного Креста. Первые 1500 переселенцев отправились в путь 21 февраля 1883 года после молебна, совершённого в присутствии С. В. Шаховского.
15 мая 1883 года Шаховской был официально утверждён в должности черниговского губернатора и произведён в действительные статские советники.
4 апреля 1885 года получил новое назначение в Эстляндскую губернию.

### Эстляндский губернатор
С 1885 года — эстляндский губернатор. С учётом традиционного влияния в Остзейских губерниях местного немецкого дворянства, одной из важнейших целей, поставленных императором Александром III перед вновь назначенным руководителем было вовлечение этих территорий в правовое поле Российской империи. С. В. Шаховской писал: «Нам дело здесь поручено доверием Государя, и дело великой важности, дело русское, национальное. Не можем же мы приносить его в жертву бесформенному безличному врагу России — Петербургскому чиновнику…»
По его инициативе уже 31 мая 1885 года появился Указ Правительствующего сената, который установил, что «отныне по Высочайшему соизволению, ходатайства, заявления и прочая корреспонденция должны приниматься чиновниками в Остзейской провинции на русском, эстонском и латышском языках без оговорок и требования перевода на немецкий язык».
С. В. Шаховскому пришлось столкнуться и с тем, что после отмены крепостного права остзейское дворянство добилось права назначать полицейских начальников, исключив их тем самым из прямого подчинения губернатору. В своих выводах губернатор отметил: «Полицейская власть здесь, прежде всего, сословная, а потому… односторонняя и несправедливая… Немецкое дворянство действует скопом в своих сословных вожделениях… забота полиции происходит исключительно к пользе немцев-помещиков… в ущерб коренного населения края». Значительная часть рекомендаций С. В. Шаховского по приведению структуры полицейских органов в Прибалтике к общеимперскому образцу были приняты заседанием соединённых Департаментов Государственного совета.
Особое внимание губернатор уделял духовной жизни населения, при нём началось строительство новых православных храмов. Добился выделения правительством 420 тыс. рублей на нужды церковного строительства в губернии. Неоднократно ходатайствовал о строительстве в Ревеле православного собора, открытии архиерейской кафедры и назначении на неё архиерея-эстонца.
Содействовал созданию в 1887 году отделения Православного Прибалтийского братства Христа Спасителя и Покрова Пресвятой Богородицы в Иевве, которое возглавила его жена, Елизавета Дмитриевна, и учреждению в 1891 году Пюхтицкой Успенской женской общины (с 1893 — Пюхтицкий монастырь). 
Инициировал создание в 1888 году в Ревеле Русского общественного собрания с целью объединения «немецких элементов края с русским обществом». Закладка здания русского собрания была освящена 10 июня 1894 года.
Современной эстонской историографией расценивается как жестокий русификатор Эстонии, не считавшийся с интересами местного населения. В качестве типичного примера «жестокости» рассматривается запрет на строительство помещиком Дикгофом лютеранской церкви в Куремяэ с последующим сносом недостроя, которого в 1885 году С. В. Шаховской добился на том основании, что на строительство церкви не имелось разрешения министерства внутренних дел.
Скоропостижно скончался 13 (25) августа 1894 года в Ревеле; похоронен в Куремяэ.

## Награды
Был награждён российскими орденами Св. Анны и Св. Станислава 1-х степеней (1888 и 1885). Имел также иностранные ордена: сербский орден Таковского креста 4-й ст. (1878), черногорский орден Князя Даниила I 3-й ст. (1879), персидский орден Льва и Солнца 2-й ст. (1882).

## Избранные труды
- Из архива князя С. В. Шаховского : Материалы для истории недав. прошлого Прибалт. окраины (1885—1894 гг.). — СПб.: тип. В. М. Эрикс, 1909—1910.
  - Т. 1. — 1909. — 40+324+5 с.
  - Т. 2. — 1909. — 4+311+6 с.
  - Т. 3. — 1910. — 3+59+334+16 с.
- Отчет главноуполномоченного Российского общества Красного креста князя С. В. Шаховского о деятельности Общества в Закаспийском краю в 1880—1881 г. — СПб., 1883. — 4+4+135 с.
- Шаховской С. В. Заключение черниговского губернатора по вопросу о переселении : (Ответ на циркуляр г. министра внутр. дел от 13 авг. 1882 г., № 10). — Чернигов : Губ. тип., 1882. — 62 с.
- Шаховской С. В. Очерк деятельности Красного креста при оккупационных русских войсках в княжестве Болгарском и Восточной Румелии 1878—1879 год. — СПб.: Гл. упр. Рос. о-ва Красного креста, 1880. — 178 с.

## Семья
Отец — князь Владимир Львович Шаховской (23 июля [5 августа] 1813 — 1879/10 октября 1881); мать — Александра Павловна, урождённая Ефремова (14 апреля 1823 — 8 мая 1903).
Братья:
- Александр (22.10.1844 — ?)[2][19],
- Лев (17.12.1849 — 13/25.11.1897)[2][19],
- Николай (1856—1906)[2], начальник Главного управления по делам печати, член совета министра внутренних дел.

Сестра — Екатерина (30.3.1846 — ?); замужем за Василием Павловичем Аргамаковым.
Жена — Елизавета Дмитриевна (урожд. Милютина, 28.3.1844 — 16.6.1939), дочь графа Д. А. Милютина. Фрейлина императрицы; была сестрой милосердия в Ахал-Текинской экспедиции (1880). Вместе с мужем была в числе устроителей Пюхтицкого Успенского женского монастыря, возглавляла Иеввенское отделение Православного Прибалтийского братства Христа Спасителя и Покрова Пресвятой Богородицы. Переписывалась со святым праведным Иоанном Кронштадтским. Последние годы провела близ Пюхтицкого монастыря, где и скончалась; похоронена в Пюхтицком монастыре.